# J. Mayo Williams
Jay Mayo „Ink“ Williams (* 25. September 1894 in Pine Bluff, Arkansas; † 2. Januar 1980 in Chicago) war ein amerikanischer Musikproduzent, der zunächst auch als einer der ersten afroamerikanischen Footballspieler bekannt wurde. Sein Spitzname rührte von seiner Fähigkeit her, dass er zahlreiche talentierte Blues- und Jazzmusiker dazu brachte, Verträge mit der Musikindustrie zu unterzeichnen. Er war einer der erfolgreichsten Produzenten sogenannter Race Records und gründete auch eigene Schallplattenlabel.

## Leben und Wirken
Williams verließ siebenjährig mit seiner Mutter seinen Geburtsort, nachdem sein Vater bei einer Schießerei getötet wurde, um weiter in Monmouth (Illinois) aufzuwachsen und die Schule zu absolvieren. Von 1916 bis 1921 studierte er an der Brown University ein, wo er sich auf eine Sportlerkarriere vorbereitete. Bis 1926 spielte er als Profi in der National Football League, zunächst für Hammond (Ind.) Pros, dann auch für die Canton Bulldogs, Dayton Triangles und Cleveland Bulldogs. Er war wie Paul Robeson einer der ersten afroamerikanischen Profispieler in dieser Sportart.
Daneben begann Williams 1924 für Paramount Records zu arbeiten; er war als Talentsucher und als Musikproduzent in der Region Chicago tätig. So entdeckte er die Sängerin Ma Rainey für die Schallplatte, aber auch Papa Charlie Jackson. Auch nahm er Blind Lemon Jefferson, Tampa Red, Thomas A. Dorsey, Ida Cox, Jimmy Blythe, Jelly Roll Morton, King Oliver und Freddie Keppard auf und beschäftigte Songwriter wie Tiny Parham.

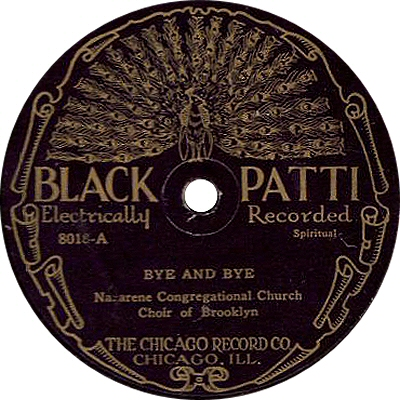
Black Patti Records

1927 verließ er Paramount, um sein eigenes Unternehmen, The Chicago Record Company zu gründen, das Jazz, Blues und Gospelaufnahmen auf dem Sublabel Black Patti veröffentlichte. Dort erschien der Original Stack O' Lee Blues von The Down Home Boys, die erste Aufnahme des Songs über Stagger Lee. Nachdem das Label gescheitert war, arbeitete Williams für Brunswick Records und dessen Sublabel Vocalion, für das er Clarence „Pine Top“ Smith und Leroy Carr aufnahm. Aufgrund der Wirtschaftskrise 1929 war er zwischenzeitlich als Footballtrainer am Morehouse College in Atlanta tätig.
1934 holte Decca Records Williams für ihr Geschäft im Bereich der Race Records. Frühe Aufnahmen von Mahalia Jackson, Alberta Hunter, Blind Boy Fuller, Roosevelt Sykes, Sleepy John Estes, Kokomo Arnold, Peetie Wheatstraw, Bill Gaither, Bumble Bee Slim, Georgia White, Trixie Smith, Monette Moore, Sister Rosetta Tharpe, Gladys Palmer oder von Tab Smith verdanken sich seinen Fähigkeiten ebenso wie eigenständige Aufnahmen der Harlem Hamfats oder den Combos von Louis Jordan, die eine der Wurzeln des Jump Blues bildeten.
1945 verließ Williams Decca, um bis 1949 eigene Label wie Harlem (in New York City) und die Label Chicago, Southern und Ebony (in Chicago) zu betreiben, für die er Musiker wie Muddy Waters entdeckte. 1952 belebte er das Label Ebony, um Lil Armstrong, Oscar Brown oder Hammie Nixon aufzunehmen.
Ähnlich wie weiße Produzenten (wie etwa Irving Mills) beanspruchte auch Williams Beteiligungen an Songs, so dass er als Miturheber für zahlreiche Songs eingetragen ist, etwa Kidman Blues, Corrine, Corrina, Nellie Lutchers Fine Brown Frame, Louis Jordans Mop Mop, Keep a Knocking von Bert Mays oder Drinkin' Wine Spo-Dee-O-Dee von Stick McGhee. Musiker wie Blind Blake oder Blind Lemon Jefferson erhielten vermutlich keine Tantiemen. Seine Geschäftstätigkeit wurde auch sonst kritisiert.
2004 nahm ihn die Blues Foundation für seine Beiträge zur Entwicklung des Genres in die Blues Hall of Fame auf.